# فيروسات تحتية
 فيروسات تحتية (بالإنجليزية: Hypoviridae)‏ هي عائلة فيروسات فطرية (تصيب الفطور)، الفيروس لا يترك مضيفه أبدا وربما يتكرر في المادة الدهنية المستمدة من الحويصلات المتعددة الأشكال. و الاٍنتقال من المحتمل أن يكون مرتبط بالمفاغرة الخوطية للمضيف.

## وصلات خارجية
- نطاق فيروسي: فيروسات تحتية